# Joseph Anton Maximillian Perty
Joseph Anton Maximillian Perty o Max Perty (17 de septiembre de 1804-1884) fue un médico, antropólogo, zoólogo, botánico, y algólogo alemán.
La familia Perty se movió en 1807 a Múnich, donde realizó sus estudios primarios, y luego en Tölz. Estudió ciencias naturales y medicina, en Landshut. En 1824 se convirtió en miembro del Cuerpo de Isaria. En 1826 recibió su doctorado de la Universidad de Landshut, pero no quiso trabajar como médico general, sino como científico. Cuando la universidad se trasladó en 1827, de Landshut a Múnich, trabajó con curadores naturales Gotthilf Heinrich von Schubert en la colección zoológica de la Academia Bávara de Ciencias, y después de la Colección Estatal Zoológica de Múnich. Trabajó en los insectos que Johann Baptist von Spix (1781 - 1826) recogió en viajes, junto con Carl Friedrich Philipp von Martius 1817-1820 en Brasil. Perty describió 622 especies de insectos, incluyendo 308 especies de escarabajos.
Trabajó en un primer momento con salario bajo, sin un empleo permanente. Perty fue apoyado por von Martius, pero sin posición deseada en la academia. Dio conferencias, pero para zoólogos jóvenes. Habilitado en 1831, ahora podría dar conferencias privadas. A fines de 1833 se trasladó a Berna, donde se convirtió en 1834, en profesor de tiempo completo en la recién fundada Universidad. Perty publicó acerca de rotíferos (Rotatoria), infusorios, escarabajos, y abejas.
Fue un apasionado en el misticismo, escribiendo Mystic Phenomena in Nature

## Algunas publicaciones
- Delectus Animalium Articulatorum quae in itinere per Brasiliam Annis MDCCCXVII - MDCCCXX Iussu et Auspiciis Maximiliani Josephi I. Bavariae Regis Augustissimi, percato collegerunt Dr J. B. de Spix et Dr. C. F. Ph. de Martius, 1830–1834
- Observationes nonnulae in Coleoptera Indiae orientalis, Múnich 1831 (Habilitationsschrift)
- Ueber die höhere Bedeutung der Naturwissenschaften und ihren Standpunkt in unserer Zeit. Eine akademische Eröffnungsrede, Berna 1835
- Allgemeine Naturgeschichte als philosophische und Humanitätswissenschaft, 1837–1846 (en línea 1. Band 1837, 2º vol. 1838, 3.er. vol. 1843
- Zur Kenntniss kleinster Lebensformen, 1852
- Grundzüge der Ethnographie, Leipzig & Heidelberg 1859
- Die mystischen Erscheinungen in der menschlichen Natur Leipzig 1861. 2.ª ed. 1872 (2 vols.)
- Die Realitat magischer Krafte und Wirkungen des Menschen gegen die Widersacher vertheidigt. Ein Supplement zu des Verfassers „Mystischen Erscheinungen der menschlichen Natur“, 1863
- Über das Seelenleben der Tiere, Leipzig & Heidelberg 1865. 2.ª ed. 1876
- Die Natur im Licht philosophischer Anschauung, Leipzig & Heidelberg 1869
- Ueber den Parasitismus in der organischen Natur...Sammlung gemeinverständlicher wissenschaftlicher Vorträge. Editor C.G. Lüderitz'sche Verlagsbuchhandlung, 44 pp. 1869
- Blicke in das verborgene Leben des Menschengeistes, Leipzig & Heidelberg 1869
- Der jetzige Spiritualismus und verwandte Erfahrungen der Vergangenheit und Gegenwart. Ein Supplement zu des Verfassers „Mystischen Erscheinungen der menschlichen Natur“, 1877
- Erinnerungen aus dem Leben eines Natur- und Seelenforschers des 19. Jahrhunderts, Leipzig & Heidelberg 1879

## Honores
- 1861: se convirtió en miembro extranjero de la Academia Bávara de Ciencias

## Eponimia
- (Asteraceae) Pertya Sch.Bip.[4]